# Woodward (Iowa)
Pour les articles homonymes, voir Woodward.
Woodward est une ville du comté de Dallas, en Iowa, aux États-Unis. Elle est incorporée le 13 octobre 1883. 

## Source de la traduction
- (en) Cet article est partiellement ou en totalité issu de l’article de Wikipédia en anglais intitulé « Woodward, Iowa » (voir la liste des auteurs).